# 剎車距離

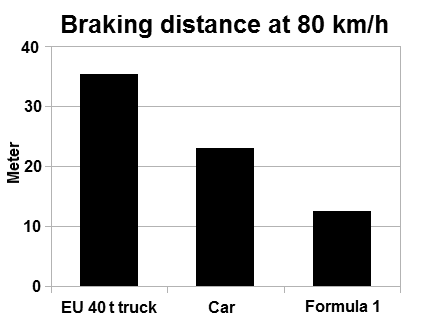
80 公里/小时（50 英里/小时）时的剎車距離

刹车距离是指车辆从踩下煞車的瞬間到完全停下所行駛的距离。剎車距離主要受车辆剎車時的速度和輪胎与路面之间的摩擦系数的影响，而轮胎的滾動阻力和车辆的空气阻力可以忽略不计。